# هشت فناناپذیر

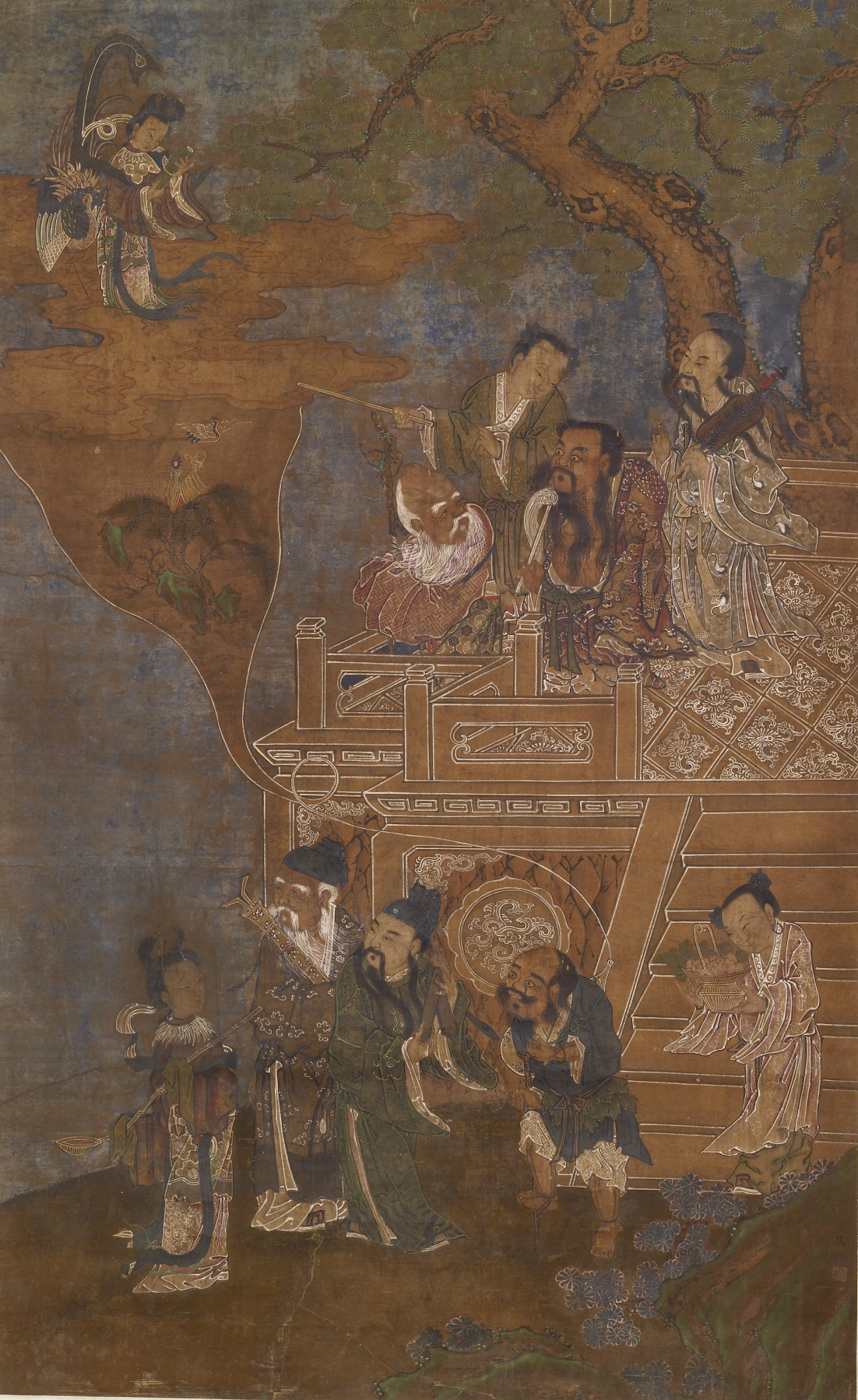
هشت فناناپذیر

هشت فناناپذیر (انگلیسی: Eight Immortals؛ چینی: 八仙; پین‌یین: Bāxiān; Wade–Giles: Pa¹-hsien¹) نام هشت فرد یا به‌عبارت بهتر، «شیان» (جاودانه، نامیرای) افسانه‌ای در اساطیر چین است. قدرت هر یک از این هشت نفر، قابلِ انتقال به ۸ ابزار یا شیء مخصوص (法器) است که می‌تواند به فرد دیگری، زندگی ببخشد و شیطان را نیز نابود کند. به این هشت ابزار باهم، «هشت جاودانهٔ پنهان» (暗八仙) گفته می‌شود.
بیشتر این هشت نفر در دوران حکمرانی دودمان تانگ یا دودمان سونگ زاده شده‌اند و بسیار مورد تکریم تائوئیست‌ها هستند و یکی از عناصر محبوب و مشهور فرهنگ چینی به‌حساب می‌آیند. گفته می‌شود این هشت نفر، در یک گروه پنجگانه از مجمع‌الجزایر در دریای بوهای زندگی می‌کنند که «جزیرهٔ کوهستان پنگ‌لای» را هم شامل می‌شود. 

در آثار خطی و مدارکی که پیش از دههٔ ۷۰ میلادی نوشته شده‌اند، نام این هشت نفر به صورت «هشت جن» ضبط شده است، اما نخستین بار در دوران حکمرانی دودمان یوآن، نام آنها با الهام از نامِ «هشت خردمندِ جاودانهٔ هان»، به «هشت فناناپذیر» تغییر کرد. مطابق برخی روایت‌های قدیمی، همه آنها «با خرسندی به شراب معتاد» بودند، بنابراین آنها را «هشت فناناپذیر مست» می‌نامیدند.
اسامی این هشت نفر چنین است:
- هی شیانگو
- کائو گوجیو
- لان کایخه
- لو دونگ‌بین
- هان شیانگ‌زی
- ژانگ گولائو
- ژونگلی کوآن